# Xizang Bei Lu
Xizang Bei Lu (chiń. 西藏北路站) – stacja początkowa metra w Szanghaju, na linii 8. Zlokalizowana jest pomiędzy stacjami Hongkou Zuqiuchang i Zhongxing Lu. Została otwarta 29 grudnia 2007.